# Martine Carol

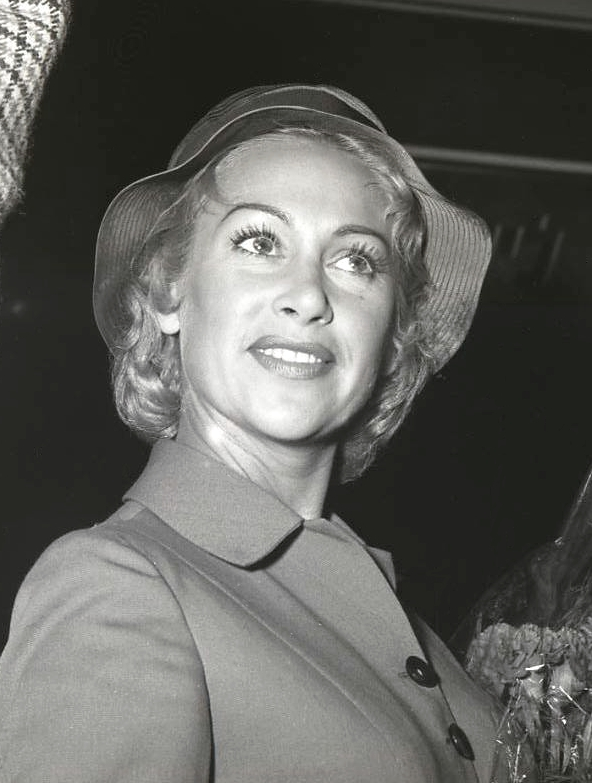
Martine Carol (1963)

Martine Carol (* 16. Mai 1920 in Saint-Mandé, Val-de-Marne; † 6. Februar 1967 in Monte Carlo; eigentlich Marie-Louise „Maryse“ Jeanne Nicolle Mourer) war eine französische Schauspielerin. Neben einigen Bühnenauftritten in Paris trat sie ab Anfang der 1940er Jahre in über 40 Filmrollen in Erscheinung. Bekanntheit erlangte sie vor allem durch ihre Auftritte im französischen Kostümfilm der 1950er Jahre, der ihr den Ruf eines Sexsymbols einbrachte.

## Leben

### Ausbildung und erste Filmrollen
Martine Carol wurde 1920 als Marie-Louise Mourer in der Region Île-de-France in der Nähe von Paris (anderen Angaben zufolge 1922 in Biarritz) geboren. Die Tochter des Spediteurs Marcel Mourer und von dessen Frau (Geburtsname: Arley) besuchte die Schule der Dominikanerinnen von Neuilly und die École des Beaux-Arts in Paris und verdiente sich danach als Fotomodell ihren Lebensunterhalt. Durch die Bekanntschaft mit dem französischen Akteur André Luguet (1892–1979) beschloss sie eine Karriere als Schauspielerin anzustreben und kam zum Theater. Carol schloss sich der Theatergruppe um Gaston Baty (1885–1952) an, wo sie Schauspielunterricht bei Robert Manuel (1916–1995) und später bei René Clair und Jean Wall (1900–1959) erhielt. In dieser Zeit nahm sie den Künstlernamen Maryse Arley an und war ab Beginn der 1940er Jahre am Pariser Théâtre de la Renaissance und Théâtre Montparnasse in Stücken wie La Route du tabac nach Erskine Caldwell neben Marcel Mouloudji (1922–1994), Phaidra, Alfred de Mussets Les Caprices de Marianne oder William Shakespeares Der Widerspenstigen Zähmung zu sehen. Auch besuchte sie den Schauspielkurs von René Simon (1898–1995).
Ihr Filmdebüt feierte sie 1941 mit kleinen Rollen in dem unter der Vichy-Regierung entstandenen antisemitischen Propagandafilm Les Corrupteurs und Georges Lacombes Thriller Le Dernier des six, in dem Pierre Fresnay als ermittelnder Kriminalkommissar zu sehen ist. In dieser Zeit galt sie als Geliebte von Alfred Palmiéri, einem Mitglied der französisches Gestapo, der Carlingue. Damit stand sie der Kollaboration nahe und weitere Filmrollen folgten, darunter Henri Decoins Kriminalfilm Das unheimliche Haus (1942), Richard Pottiers La Ferme aux loups (1943), in dem sie erstmals den Künstlernamen Martine Carol verwendete, oder Marcel Carnés unvollendetes Drama La Fleur de l’âge, in denen sie meist auf unbedeutende Nebenrollen abonniert war. Im Jahr 1947 litt Carol durch eine unglücklich endende Liebesbeziehung mit dem verheirateten Schauspielkollegen Georges Marchal an Depressionen und unternahm einen Selbstmordversuch. Sie stürzte sich unter Alkohol- und Medikamenteneinfluss an der Pariser Pont de l’Alma in die Seine, konnte jedoch gerettet werden. Diese Begebenheit griff die Boulevardpresse auf und machte die zuvor erfolglose Aktrice schlagartig einem breiten französischen Publikum bekannt. Kurze Zeit später lernte Carol den US-amerikanischen Schauspieler und Regisseur Stephen Crane kennen, den Ex-Ehemann der erfolgreichen Hollywood-Schauspielerin Lana Turner und unterzog sich einer Schönheitsoperation, bei der ihre Nase gerichtet wurde.

### Aufstieg zum Sexsymbol und Höhepunkt ihrer Karriere
Der Durchbruch als Schauspielerin stellte sich 1951 ein, als sie den Zuschlag für die Hauptrolle in Richard Pottiers Historienfilm Im Anfang war nur Liebe erhielt. In der Verfilmung eines Romans von Jacques Laurent (besser bekannt unter dem Pseudonym Cécil Saint-Laurent) ist Martine Carol als junge Caroline de Bièvre zu sehen, die während der Französischen Revolution eine Reihe von amourösen Missgeschicken zu bewältigen hat, ehe sie mit ihrer großen Liebe, dem Adligen Gaston de Sallanches (gespielt von Jacques Dacqmine), zusammenkommt. Dem Film war ein großer Erfolg an den französischen Kinokassen beschieden, er machte Carol in ihrer Heimat zum Star. Gleichzeitig legte sie der Film, in dem sie seinerzeit recht freizügig agierte, auf den Part der schönen blonden Verführerin fest. 1953 spielte sie erneut die Caroline in der Fortsetzung Mein Leben für die Liebe von Jean Devaivre, dem weitere aufwendige und erfolgreiche Kostümdramen wie Lucrezia Borgia, Madame Dubarry oder Nana folgten. Alle diese Filme wurden von dem Regisseur Christian-Jaque inszeniert, mit dem sie auch kurzzeitig liiert war, und dienten als Vehikel, ihren Ruf als Sexsymbol der 1950er Jahre zu untermauern.

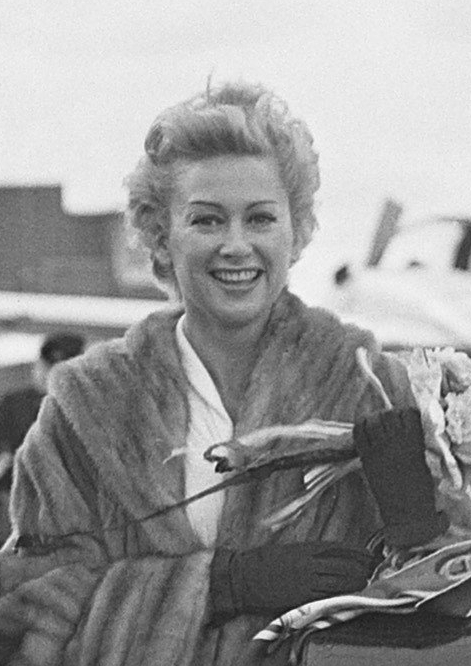
Carol in Amsterdam (1955)

Der Höhepunkt ihrer Karriere markierte das Jahr 1955, als sie die Titelrolle der Lola Montez in dem gleichnamigen Film von Max Ophüls interpretierte, mit sieben Millionen Mark die teuerste Kinoproduktion im Nachkriegsdeutschland. Ophüls stellt die berühmte Kurtisane und Geliebte von Franz Liszt und Ludwig I. von Bayern in seiner letzten Regiearbeit als verbrauchte Tänzerin vor ein US-amerikanisches Zirkuspublikum. Dort wird sie von dem zynischen und spottenden Zirkusdirektor (gespielt von Peter Ustinov) dazu angetrieben, Szenen aus ihrem bewegten Leben darzustellen, während sie sich gleichzeitig an ihre zurückliegenden Liebesaffären erinnert. Lola Montez galt zur Zeit seiner Veröffentlichung als großer künstlerischer Erfolg, konnte aber die horrenden Produktionskosten nicht einspielen.
Ebenso konnte Hauptdarstellerin Martine Carol in den kommenden Jahren trotz Zusammenarbeit mit Regisseuren wie Abel Gance (als Kaiserin Joséphine in Austerlitz – Glanz einer Kaiserkrone, 1960) oder Georges Lautner (Inspektor Kent haut auf die Pauke, 1962) keinen Kinokassenerfolg mehr verbuchen. Rollen im englischsprachigen Film (In 80 Tagen um die Welt, 1956; Operation Tiger, 1957; Vor uns die Hölle, 1959) oder italienischen Kino (Ihr schlechter Ruf, 1957; Die erste Nacht, 1959; Der furchtlose Rebell, 1961) brachten nicht den erhofften Erfolg ein und sie begann unter starken Depressionen zu leiden. Der Ausklang von Carols Karriere überschnitt sich mit dem Aufstieg des Pariser Mannequins Brigitte Bardot Ende der 1950er Jahre zur Schauspielerin der aufkommenden Nouvelle Vague und zum neuen Sexsymbol des französischen Kinos.

### Privatleben und Tod

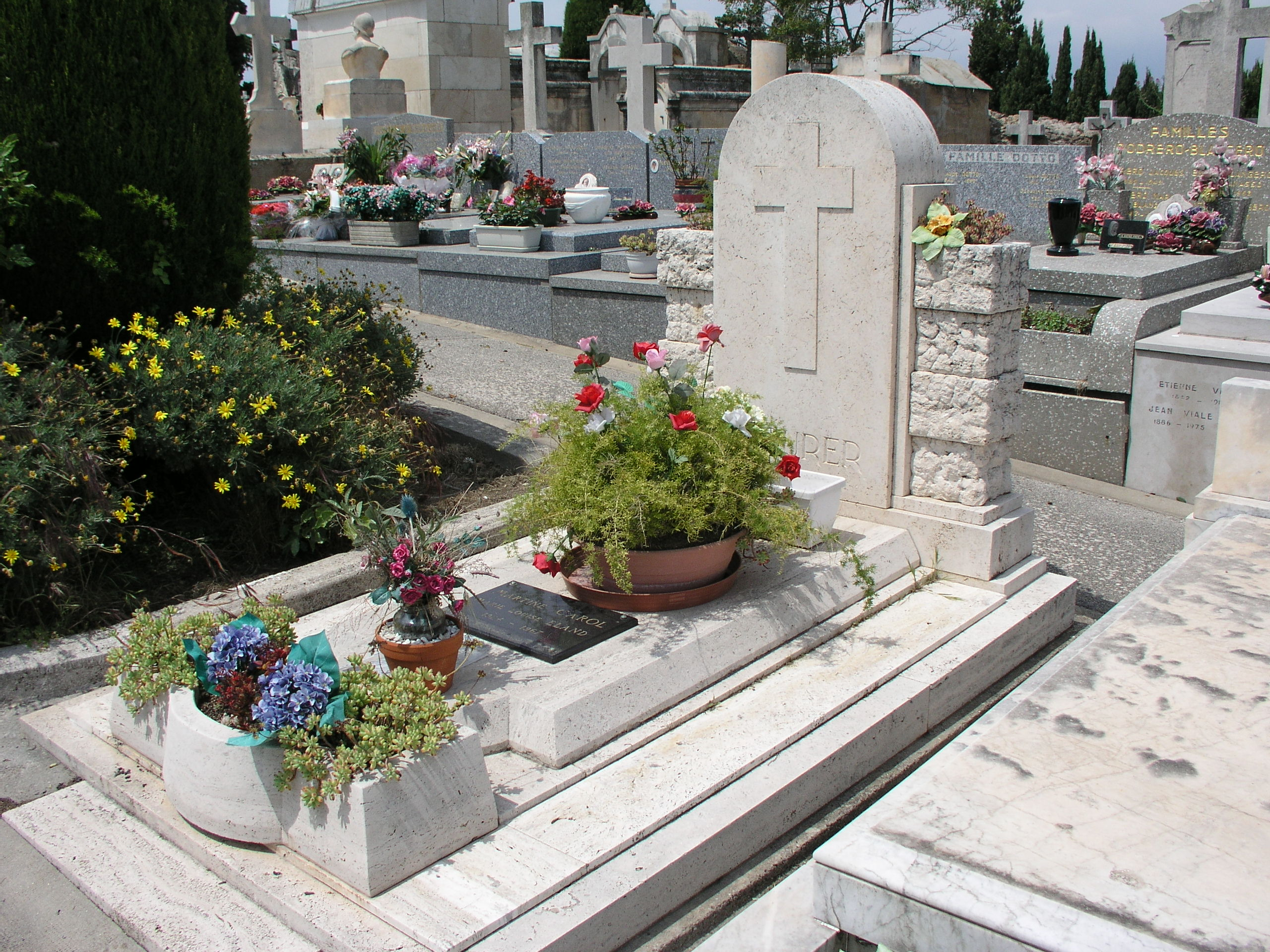
Begräbnisstätte Martine Carols auf dem Cimetière du Grand Jas in Cannes

Martine Carol, die ihrer Bekanntheit wegen auch vom französischen Staatspräsidenten René Coty empfangen und geehrt wurde, war viermal verheiratet. Von 1948 bis 1953 in erster Ehe mit Stephen Crane, von 1954 bis 1959 mit Christian-Jaque und von 1959 bis 1962 mit dem jungen französischen Arzt André Rouveix, den sie auf Haiti ehelichte, wo sie auch zur Ehrenbürgerin der Hauptstadt Port-au-Prince ernannt wurde. Alle diese Ehen blieben kinderlos und wurden geschieden. In ihrer Freizeit widmete sich Carol der Malerei sowie dem Schwimmen und dem Reitsport.
Im Jahr 1966 heiratete Carol den englischen Milliardär Mike Eland, der sie am 6. Februar 1967 tot in ihrem Hotelzimmer in Monaco auffand, wo sie auf Einladung des Verlegers Cino del Duca an den Fernseh-Festspielen von Monte Carlo hatte teilnehmen wollen. Die Schauspielerin war im Alter von 46 Jahren einem Herzinfarkt erlegen und fand auf dem Cimetière du Grand Jas in Cannes ihre letzte Ruhestätte. Carols letzter Film war das 1965/66 entstandene britische Krimidrama Hell Is Empty.

## Filmografie (Auswahl)
- 1947: Fahrt ins Blaue (Voyage surprise)
- 1949: Millionäre für einen Tag (Millionnaires d’un jour)
- 1950: Radio X spielt auf (Nous irons à Paris)
- 1950: Der galante Abenteurer (Méfiez-vous des blondes)
- 1951: Im Anfang war nur Liebe (Caroline chérie)
- 1952: Wir brauchen einen Mann (Le Désir et l’Amour)
- 1952: Liebenswerte Frauen? (Adorables créatures)
- 1952: Die Schönen der Nacht (Les Belles de nuit)
- 1953: Mein Leben für die Liebe (Un caprice de Caroline chérie)
- 1953: Lucrezia Borgia (Lucrèce Borgia)
- 1954: Liebe, Frauen und Soldaten (Destinées)
- 1954: Der Skandal (La spiaggia)
- 1954: Dürfen Frauen so sein? (Secrets d’alcôve)
- 1954: Madame Dubarry (Madame du Barry)
- 1955: Nana
- 1955: Lola Montez (Lola Montès)
- 1955: Das Tagebuch des Mister Thompson (Les Carnets du major Thompson)
- 1956: In 80 Tagen um die Welt (Around the World in Eighty Days)
- 1957: Ihr schlechter Ruf (Difendo il mio amore)
- 1957: Operation Tiger (Action of the Tiger)
- 1957: Natali (Nathalie)
- 1958: Nächte auf Tahiti (The Stowaway)
- 1958: Die erste Nacht (La prima notte)
- 1958: Vor uns die Hölle (Ten Seconds to Hell)
- 1959: Nathalie spielt Geheimagentin (Nathalie, agent secret)
- 1960: Austerlitz – Glanz einer Kaiserkrone (Austerlitz)
- 1960: Die Französin und die Liebe (La Française et l’Amour)
- 1961: Eines Abends am Strand (Un soir sur la plage)
- 1961: Der Herr mit den Millionen (Le Cave se rebiffe)
- 1961: Der furchtlose Rebell (Vanina Vanini)
- 1962: Inspektor Kent haut auf die Pauke (En plein cirage)
- 1967: Hell Is Empty